# Artturi Leinonen

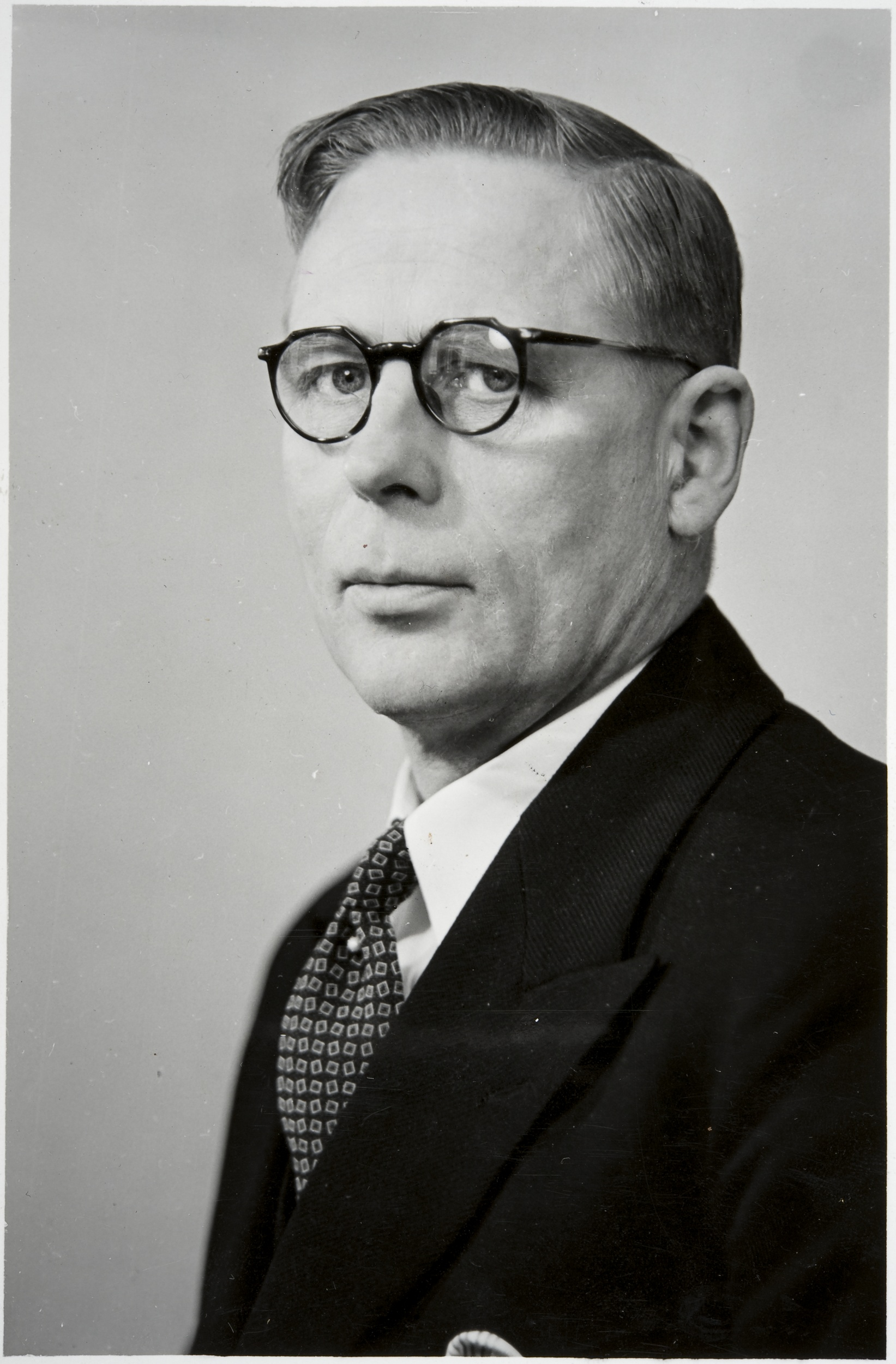
Artturi Leinonen i början av 1940-talet.

Artturi Aleksanteri Leinonen, född 15 december 1888 i Ylihärmä, död 26 februari 1963 i Vasa, var en finländsk författare, tidningsman och politiker.
Leinonen verkade 1911–1929 som folkskollärare och var 1929–1958 chefredaktör för Agrarförbundets organ Ilkka i Vasa samt riksdagsman 1936–1939 och 1941–1945 (Agrarförbundet). Han sammankallade 1929 tillsammans med agrarpolitikern Kustaa Tiitu till det första mötet i Lappo 1929, var 1930 ordförande i Lappo-organisationen Suomen Lukko, men avlägsnade sig snart allt mera från Lapporörelsen och dess våldstendenser samt blev slutligen en av rörelsens svurna fiender.
Leinonen skrev huvudsakligen romaner och skådespel, ofta med motiv från den aktivistiska kampen i 1900-talets början, i vilken han själv deltagit. Inom hans rika produktion märks romantrilogin Hakkapeliitat (1932–1934), i vilken trettioåriga kriget och stormaktstiden skärskådas särskilt ur finsk synvinkel. Han gjorde en viktig insats för att förverkliga en landskapshistorik för finska Sydösterbotten.
Han erhöll professors titel 1958.